# 沃斯克列先斯科耶區 (薩拉托夫州)

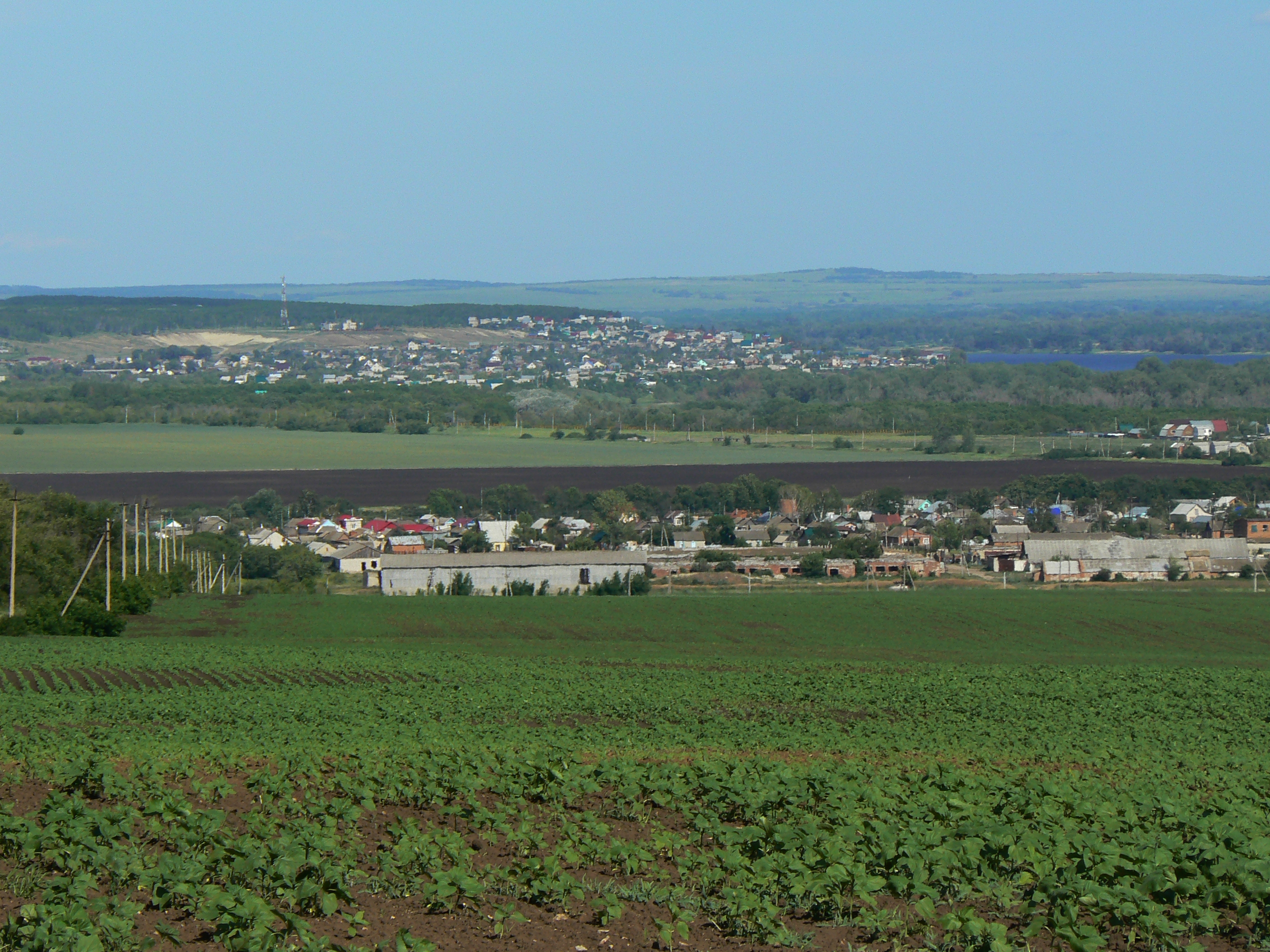

51°49′28″N 46°56′06″E / 51.82444°N 46.93500°E
沃斯克列先斯科耶區（俄语：Воскресенский район），是俄羅斯的一個區，位於該國西南部，由薩拉托夫州負責管轄，面積1,400平方公里，2010年人口12,098，人口密度每平方公里8.64人。